# Ильин, Николай Иванович (инженер)
Николай Иванович Ильин (1837—1907) — инженер-полковник, путеец, акционер и управляющий общества «Московско-Рязанская железная дорога».

## Биография
Родился 10 (22) марта 1837 года в семье Ивана Ивановича Ильина (19.01.1799 — 29.10.1865). Отец был строителем, затем смотрителем и комендантом Большого Кремлёвского дворца, носил специально учреждённый императором Александром II титул «Майор от ворот Большого Кремлёвского дворца». Семья жила на территории Кремля, где и прошли детские годы Николая Ивановича; его родной брат Александр был крестным сыном императора Александра II.
В 1856 году был выпущен прапорщиком из Николаевского инженерного училища. В 1858 году, окончив практический класс Николаевской инженерной академии, стал военным инженером-поручиком. 
Стал акционером общества «Московско-Рязанская железная дорога». Был строителем и управляющим этой дороги на участке Воскресенск – Егорьевск.
В 1865—1866 годах чине инженера-капитана состоял при Рязанско-Козловской железной дороге.
В 1874 году приобрел у графа Иллариона Ивановича Воронцова-Дашкова усадьбу Быково-Марьино. В 1876—1878 и в 1887—1890 годах был предводителем дворянства Бронницкого уезда.
Умер в 1907 году.
В его честь получил название подмосковный посёлок Ильинский. 

## Семья
В 1871 году женился на дочери Андрея Яковлевича Павлова, Екатерине Андреевне. Её отец был членом правления Московско-Казанской железной дороги, а также акционером Страхового общества «Якорь»; имел собственный дом в Москве, в Большом Козловском переулке, построенный архитектором П. С. Кампиони.
Их сын, Андрей Николаевич (21.12.1792—?), историк. Внук, Михаил Андреевич (1903—1981).